# Krasnoje Pole (obwód czelabiński)
Krasnoje Pole (ros. Красное Поле) – osiedle w Rosji, w obwodzie czelabińskim, w rejonie sosnowskim. W 2010 liczyło 1445 mieszkańców.